# Триберг им Шварцвалд
Триберг им Шварцвалд (њем. Triberg im Schwarzwald) град је у њемачкој савезној држави Баден-Виртемберг. Једно је од 20 општинских средишта округа Шварцвалд-Бар. Према процјени из 2010. у граду је живјело 5.049 становника. Посједује регионалну шифру (AGS) 8326060.

## Географски и демографски подаци
Триберг им Шварцвалд се налази у савезној држави Баден-Виртемберг у округу Шварцвалд-Бар. Град се налази на надморској висини од 600–1050 метара. Површина општине износи 33,3 km². У самом граду је, према процјени из 2010. године, живјело 5.049 становника. Просјечна густина становништва износи 151 становника/km².

## Међународна сарадња
| Мјесто | Држава    | Врста сарадње | Од    |
| ------ | --------- | ------------- | ----- |
|        | Француска | партнерство   | 1963. |
| Извор  |           |               |       |